# Musculi scaleni
De musculi scaleni of schuine spieren zijn een stelsel van drie spieren die lateraal liggen in de hals. Ze liggen onder het platysma en zijn verbonden aan de voorzijde van de halswervels bovenaan en de eerste twee ribben. De spieren kunnen de eerste twee ribben opheffen voor de ademhaling en het buigen en roteren van de nek.
De namen van de spieren zelf zijn:
- Musculus scalenus anterior aan de voorzijde
- Musculus scalenus medius de middelste
- Musculus scalenus posterior aan de achterzijde